# Střídka
Střídka je malá vesnice, část městyse Čestice v okrese Strakonice v Jihočeském kraji. Nachází se asi 1,5 kilometru severně od Čestic, rozložena nad soutokem Němčického potoka s potokem Peklov. Je zde evidováno 31 adres. V roce 2011 zde trvale žilo 32 obyvatel.
Střídka je také název katastrálního území o rozloze 1,7 km².

## Historie
První písemná zmínka o vesnici pochází z roku 1243.

## Obyvatelstvo
| Rok            | 1869 | 1880 | 1890 | 1900 | 1910 | 1921 | 1930 | 1950 | 1961 | 1970 | 1980 | 1991 | 2001 | 2011 | 2021 |
| -------------- | ---- | ---- | ---- | ---- | ---- | ---- | ---- | ---- | ---- | ---- | ---- | ---- | ---- | ---- | ---- |
| Počet obyvatel | 159  | 155  | 175  | 174  | 177  | 175  | 163  | 120  | 91   | 74   | 62   | 42   | 36   | 32   | 26   |
| Počet domů     | 29   | 33   | 33   | 33   | 32   | 32   | 32   | 32   | 32   | 25   | 23   | 26   | 28   | 28   | 28   |

## Obecní správa
Při sčítání lidu v letech 1850–1909 Střídka byla osadou městyse Čestice v okrese Strakonice. V letech 1910–1920 byla osadou obce Doubravice u Volyně v okrese Strakonice. V letech 1921–1959 byla samostatnou obcí v okrese Strakonice. V letech 1960–1973 byla znovu částí obce Doubravice u Volyně v okrese Strakonice. Od 1. ledna 1974 je opět částí městyse Čestice v okrese Strakonice.